# Ziemia krakowska
Ziemia krakowska (łac. Terra Cracoviensis) – jednostka terytorialna średniowiecznego państwa polskiego.  

## Historia
Ziemia krakowska była od 1138 r. główną częścią dzielnicy senioralnej (z czasem księstwo krakowskie). Po 1314 r. została przekształcona w województwo krakowskie. 
Jan Długosz w dziele z lat 1464–1480, przedstawił, że ziemia krakowska była główną częścią Królestwa Polskiego i metropolią względem pozostałych ziem.
Herbem ziemi krakowskiej był orzeł w koronie zwrócony heraldycznie w lewo.